# Турагачай
Турагачай или Турагайчай (азерб. Turağayçay) — река в Азербайджане, левый приток реки Тертер. Протекает по территории Агдеринского района. Вода реки используется для орошения.
С начала 1990-х годов до 2023 года территория по которой протекала река контролировалась непризнанной Нагорно-Карабахской Республикой. По сообщениям азербайджанской общественной организации «Экофронт», в 2022 году армяне установили на реке Турагачай 3 водосборных устройства, перенаправлявшие воду в контролировавшееся армянскими силами Сарсангское водохранилище, что привело к снижению объёма воды в Суговушанском водохранилище.

## География
Турагачай берёт начало вблизи горы Гямыш, река имеет смешанное питание. Длина реки составляет 35 км, площадь бассейна — 172 км². В бассейне реки Турагайчай расположено озеро Карагёль (Турагайчай-Карагёль).